# Antocha gracilipes
Antocha gracilipes är en tvåvingeart som först beskrevs av Alexander 1927.  Antocha gracilipes ingår i släktet Antocha och familjen småharkrankar. Inga underarter finns listade i Catalogue of Life.